# Колікауць
Колікауць (рум. Colicăuţi) — село в Молдові в Бричанському районі. Є центром однойменної комуни, до складу якої також входить село Трестієнь.
Згідно з переписом населення 2004 року кількість українців складала 29 осіб (1,17%).

## Історія
За даними на 1859 рік у молдавському монастирському селі Хотинського повіту Бессарабської губернії, мешкало 2632 особи (1341 чоловічої статі та 1291 — жіночої), налічувалось 478 дворових господарства, існували православна церква, єврейська молитовна школа, завод, кордон.
Станом на 1886 рік у царачькому селі Ґрозинської волості, мешкало 3172 особи, налічувалось 627 дворових господарства, існували православна церква, єврейський молитовний будинок, школа, 7 лавок.

## Населення

### Національність
Розподіл населення за національністю за даними перепису 2014 року:
| Мова             | Відсоток |
| ---------------- | -------- |
| молдовани/румуни | 97,34%   |
| росіяни          | 1,21%    |
| українці         | 1,17%    |
| інші             | 0,28%    |

## Відомі люди
В селі народились:
- Алла Попеску — молдовський юрист, голова рахункової палати Молдови.